# مدار ۲۵ درجه شمالی
مدار ۲۵ درجه شمالی، دایره‌ای از عرض جغرافیایی است که در ۲۵ درجهٔ شمالی خط استوا قرار دارد.

## گذر از مناطق
از نصف‌النهار مبدأ شروع می‌شود و به سمت مشرق ۲۵ درجه شمالی از موارد زیر گذر می‌کند:
| مختصات‌ها                                             | کشور، قلمرو یا دریا    | توضیحات |
| ---------------------------------------------------- | ---------------------- | --- |
| ۲۵°۰′ شمالی ۰°۰′ شرقی / ۲۵٫۰۰۰°شمالی ۰٫۰۰۰°شرقی      | الجزایر                | |
| ۲۵°۰′ شمالی ۱۰°۲′ شرقی / ۲۵٫۰۰۰°شمالی ۱۰٫۰۳۳°شرقی    | لیبی                   | |
| ۲۵°۰′ شمالی ۲۵°۰′ شرقی / ۲۵٫۰۰۰°شمالی ۲۵٫۰۰۰°شرقی    | مصر                    | |
| ۲۵°۰′ شمالی ۳۴°۵۷′ شرقی / ۲۵٫۰۰۰°شمالی ۳۴٫۹۵۰°شرقی   | دریای سرخ              | |
| ۲۵°۰′ شمالی ۳۷°۱۷′ شرقی / ۲۵٫۰۰۰°شمالی ۳۷٫۲۸۳°شرقی   | عربستان سعودی          | |
| ۲۵°۰′ شمالی ۵۰°۳۸′ شرقی / ۲۵٫۰۰۰°شمالی ۵۰٫۶۳۳°شرقی   | خلیج فارس              | خلیج بحرین |
| ۲۵°۰′ شمالی ۵۰°۴۸′ شرقی / ۲۵٫۰۰۰°شمالی ۵۰٫۸۰۰°شرقی   | قطر                    | |
| ۲۵°۰′ شمالی ۵۱°۳۸′ شرقی / ۲۵٫۰۰۰°شمالی ۵۱٫۶۳۳°شرقی   | خلیج فارس              | |
| ۲۵°۰′ شمالی ۵۵°۳′ شرقی / ۲۵٫۰۰۰°شمالی ۵۵٫۰۵۰°شرقی    | امارات متحده عربی      | |
| ۲۵°۰′ شمالی ۵۶°۲۲′ شرقی / ۲۵٫۰۰۰°شمالی ۵۶٫۳۶۷°شرقی   | اقیانوس هند            | دریای عرب |
| ۲۵°۰′ شمالی ۶۶°۴۲′ شرقی / ۲۵٫۰۰۰°شمالی ۶۶٫۷۰۰°شرقی   | پاکستان                | ایالت بلوچستان پاکستان - حدود 16km استان سند - گذرکردن از شمال کراچی                                                      |
| ۲۵°۰′ شمالی ۷۰°۵۵′ شرقی / ۲۵٫۰۰۰°شمالی ۷۰٫۹۱۷°شرقی   | هند                    | راجستان مادایا پرادش اوتار پرادش Madhya Pradesh Uttar Pradesh Madhya Pradesh Uttar Pradesh بیهار بنگال غربی               |
| ۲۵°۰′ شمالی ۸۸°۲۴′ شرقی / ۲۵٫۰۰۰°شمالی ۸۸٫۴۰۰°شرقی   | بنگلادش                | |
| ۲۵°۰′ شمالی ۹۲°۲۵′ شرقی / ۲۵٫۰۰۰°شمالی ۹۲٫۴۱۷°شرقی   | هند                    | آسام مانیپور |
| ۲۵°۰′ شمالی ۹۴°۴۳′ شرقی / ۲۵٫۰۰۰°شمالی ۹۴٫۷۱۷°شرقی   | میانمار (Burma)        | |
| ۲۵°۰′ شمالی ۹۷°۴۳′ شرقی / ۲۵٫۰۰۰°شمالی ۹۷٫۷۱۷°شرقی   | چین                    | یون‌نان - passing just to the south of کون‌مینگ گوئیژو گوانگشی هونان Guangxi Hunan گوانگ‌دونگ Hunan Guangdong جیانگشی فوجیان |
| ۲۵°۰′ شمالی ۱۱۸°۵۹′ شرقی / ۲۵٫۰۰۰°شمالی ۱۱۸٫۹۸۳°شرقی | دریای جنوبی چین        | تایوان |
| ۲۵°۰′ شمالی ۱۲۱°۱′ شرقی / ۲۵٫۰۰۰°شمالی ۱۲۱٫۰۱۷°شرقی  | تایوان                 | جزیرهٔ تایوان (ادعا شده توسط چین) - گذرکردن از جنوب تایپه                                                                  |
| ۲۵°۰′ شمالی ۱۲۱°۵۹′ شرقی / ۲۵٫۰۰۰°شمالی ۱۲۱٫۹۸۳°شرقی | اقیانوس آرام           | گذرکردن از شمال Miyako-jima, ژاپن · گذرکردن از شمال ایووجیما, ژاپن                                                        |
| ۲۵°۰′ شمالی ۱۱۲°۱۲′ غربی / ۲۵٫۰۰۰°شمالی ۱۱۲٫۲۰۰°غربی | مکزیک                  | Isla Magdalena, شبه‌جزیره باخا کالیفرنیا و Isla San José                                                                   |
| ۲۵°۰′ شمالی ۱۱۰°۳۴′ غربی / ۲۵٫۰۰۰°شمالی ۱۱۰٫۵۶۷°غربی | خلیج کالیفرنیا         | |
| ۲۵°۰′ شمالی ۱۰۸°۱۳′ غربی / ۲۵٫۰۰۰°شمالی ۱۰۸٫۲۱۷°غربی | مکزیک                  | Isla Altamura, Isla Talchichilte and the mainland                                                                         |
| ۲۵°۰′ شمالی ۹۷°۳۲′ غربی / ۲۵٫۰۰۰°شمالی ۹۷٫۵۳۳°غربی   | خلیج مکزیک             | |
| ۲۵°۰′ شمالی ۸۰°۳۲′ غربی / ۲۵٫۰۰۰°شمالی ۸۰٫۵۳۳°غربی   | ایالات متحده آمریکا    | جزیرهٔ Key Largo, فلوریدا                                                                                                  |
| ۲۵°۰′ شمالی ۸۰°۳۱′ غربی / ۲۵٫۰۰۰°شمالی ۸۰٫۵۱۷°غربی   | اقیانوس اطلس           | تنگه فلوریدا |
| ۲۵°۰′ شمالی ۷۸°۱۰′ غربی / ۲۵٫۰۰۰°شمالی ۷۸٫۱۶۷°غربی   | باهاما                 | جزیرهٔ Andros |
| ۲۵°۰′ شمالی ۷۷°۵۷′ غربی / ۲۵٫۰۰۰°شمالی ۷۷٫۹۵۰°غربی   | اقیانوس اطلس           | |
| ۲۵°۰′ شمالی ۷۷°۳۳′ غربی / ۲۵٫۰۰۰°شمالی ۷۷٫۵۵۰°غربی   | باهاما                 | جزیرهٔ نیو پراویدنس - گذرکردن از جنوب ناسائو                                                                               |
| ۲۵°۰′ شمالی ۷۷°۲۰′ غربی / ۲۵٫۰۰۰°شمالی ۷۷٫۳۳۳°غربی   | اقیانوس اطلس           | |
| ۲۵°۰′ شمالی ۷۶°۹′ غربی / ۲۵٫۰۰۰°شمالی ۷۶٫۱۵۰°غربی    | باهاما                 | جزیرهٔ الوترا |
| ۲۵°۰′ شمالی ۷۶°۸′ غربی / ۲۵٫۰۰۰°شمالی ۷۶٫۱۳۳°غربی    | اقیانوس اطلس           | |
| ۲۵°۰′ شمالی ۱۴°۵۰′ غربی / ۲۵٫۰۰۰°شمالی ۱۴٫۸۳۳°غربی   | صحرای غربی             | ادعا شده توسط مراکش |
| ۲۵°۰′ شمالی ۱۲°۰′ غربی / ۲۵٫۰۰۰°شمالی ۱۲٫۰۰۰°غربی    | موریتانی               | |
| ۲۵°۰′ شمالی ۶°۳۴′ غربی / ۲۵٫۰۰۰°شمالی ۶٫۵۶۷°غربی     | موریتانی / مالی border | This part of Mali has declared independence as ازواد                                                                      |
| ۲۵°۰′ شمالی ۴°۴۹′ غربی / ۲۵٫۰۰۰°شمالی ۴٫۸۱۷°غربی     | الجزایر                | |